# پیتر کوپر
پیتر کوپر (انگلیسی: Peter Cowper; ۱ سپتامبر ۱۹۰۲ – ۲۶ سپتامبر ۱۹۶۲) بازیکن فوتبال اهل بریتانیا بود.
از باشگاه‌هایی که در آن بازی کرده‌است می‌توان به باشگاه فوتبال پرسکوت کابلس، باشگاه فوتبال آلترینچام، باشگاه فوتبال ساوت‌همپتون، باشگاه فوتبال کارلایل یونایتد، باشگاه فوتبال ویگان اتلتیک، باشگاه فوتبال گریمزبی تاون، باشگاه فوتبال لانکستر، باشگاه فوتبال وستهام یونایتد، و باشگاه فوتبال ساوتپورت اشاره کرد.